# Мая Бабурска
Мая Бабурска е българска актриса.

## Биография
Родена е в Кнежа на 19 май 1957 г.
Играе на сцените на театъра в Пазарджик (1979 – 1985) и на Младежки театър „Николай Бинев“ (от 1986).
Участва в телевизионната поредица „Измислици-премислици“. На театралната сцена могат да се отбележат ролите ѝ на Емануела в „Мата Хари“ и Белмонда в „Букетче сухи незабравки“.
През 2019 г. участва във филма „Писма от Антарктида“.

## Телевизионен театър
- „Виновно време“ (1989) (от Марко Семов, реж. Хараламби Младенов)
- „Коледна песен“ (1988) (Чарлз Дикенс) – мюзикъл
- „Хартиеният човек“ (1986) (Кънчо Атанасов)
- „Чаша вода“ (1985) (Йожен Скриб)
- „Клопка“ (1984) (Димитър Начев)

## Филмография
- „Писма от Антарктида“ (2019) – Андреева
- „Песента на Солвейг“ (тв новела по Йордан Йовков, 1987) – виолонистката
- „Вибрации“ (1984) – Ина
- „Адиос, мучачос“ (1978) – Минка Топалова
- „Билет за отиване“ (1978)